# Dino Ndlovu
Dino Ndlovu (ur. 15 lutego 1990 w Johannesburgu) – południowoafrykański piłkarz grający na pozycji napastnika.

## Kariera klubowa
Ndlovu profesjonalną karierę rozpoczął w klubie Mamelodi Sundowns. W kolejnych latach reprezentował barwy Bloemfontein Celtic, a także izraelskich zespołów Bene Jehuda Tel Awiw i Maccabi Hajfa. Zimą 2014 roku został piłkarzem klubu z rodzinnego kraju – Supersport United, do którego został wypożyczony. W 2015 wypożyczono go do Mpumalanga Black Aces. W 2015 roku został zawodnikiem klubu Anorthosis Famagusta. W 2016 roku odszedł do azerskiego Qarabağu Ağdam.

## Kariera reprezentacyjna
W reprezentacji RPA zadebiutował w 2012 roku.